# Frank Langstone
Frank Langstone, né à Bull le 10 décembre 1881 et mort à Auckland le 15 juin 1969, est un homme politique néo-zélandais.

## Biographie
Né dans une petite ville rurale de l'île du Nord de Nouvelle-Zélande, il est le quatrième de cinq enfants. Son père abandonne la famille et sa mère, couturière, meurt alors qu'il n'a que neuf ans ; il est élevé dans la pauvreté par sa sœur aînée. Il devient l'apprenti d'un forgeron, puis devient propriétaire en 1906 d'un petit restaurant de gare ferroviaire. Vers 1913 il s'établit à Te Kuiti pour y gérer un restaurant.
En 1916 il devient membre du Parti travailliste nouvellement créé. Il est candidat malheureux du parti aux élections législatives de 1919, puis est élu à la Chambre des représentants en 1922. Très bon orateur et doté d'une bonne mémoire, il s'y fait remarquer. Il perd son siège aux élections de 1925 mais le retrouve en 1928. En 1933 il est élu président du Parti travailliste, et publie des pamphlets présentant les propositions du parti pour garantir les prix des produits agricoles et donc les revenus des petits agriculteurs.
Les élections de 1935 mènent les travaillistes au pouvoir pour la première fois, et Frank Langstone est nommé ministre des Terres dans le gouvernement de Michael Savage. Il mène une politique de lutte contre l'érosion des sols. En 1940 il est nommé ministre des Affaires extérieures - fonction limitée à cette date à l'administration des territoires polynésiens d'outre-mer de la Nouvelle-Zélande : les Samoa occidentales, les Îles Cook, Niué et les îles Tokelau. Parlant plutôt bien le maori, il devient ministre des Affaires indigènes cette même année.
Il est brièvement haut-commissaire (ambassadeur) de la Nouvelle-Zélande au Canada d'avril à octobre 1942, puis démissionne en affirmant publiquement que le Premier ministre Peter Fraser lui avait promis le poste d'ambassadeur aux États-Unis. En août 1949, il quitte le Parti travailliste pour s'opposer à l'introduction de la conscription. Il se présente donc sans étiquette aux élections cette année là, et perd définitivement son siège de député.